# Jacobus Willem le Nobel
Jacobus Willem le Nobel (Middelburg, 7 januari 1866 – Bloemendaal, 29 december 1924) was een Nederlandse schilder en glazenier.

## Leven en werk
Le Nobel was een zoon van Adrianus Willem le Nobel, fabrikant in Middelburg, en van Anna Maria van de Kamer. Als 18-jarige werkte hij in de handel in Congo, hij moest echter wegens tropische ziekten terugkeren naar Nederland. Hij bezocht de Academie voor Beeldende Kunsten in Rotterdam en behaalde de tekenakte aan de Rijksschool voor Kunstnijverheid Amsterdam. Omdat hij schilder wilde worden, trok hij naar Parijs waar hij toneeldecors maakte. Hij kwam opnieuw terug naar Nederland, toen hij werd aangesteld als bedrijfsleider en tekenaar bij de Koninklijke Nederlandsche Glasfabriek J.J.B.J. Bouvy in Dordrecht.
Rond 1897 begon Le Nobel een zaak in Rotterdam, waar geëtst glas en glas in lood werd verkocht. Een aantal jaren later opende hij een eigen atelier in Amsterdam. Hij kwam in contact met de architect Joseph Cuypers, die onder meer toezicht hield op de bouw van het Rijksmuseum Amsterdam. In opdracht van Cuypers ontwierp hij in 1905 glas-in-loodramen voor het Rijksmuseum, met wapens van stichters en schenkers van het museum.  Cuypers was mede-organisator van de cursus Voortgezet en Hooger Bouwkunst Onderzicht, waaraan Le Nobel in 1908-1909 en 1912-1913 als docent glasschilderkunst werd verbonden. In het 'Atelier Le Nobel' werden ook ontwerpen van anderen uitgevoerd en naast ramen ook lampen in de stijl van de Amsterdamse School gemaakt. In 1921 verhuisde het atelier naar de Gedempte Oude Gracht in Haarlem.
Le Nobel overleed in 1924, op 58-jarige leeftijd. Het bedrijf werd voortgezet door zijn zoon Jan le Nobel (1895-1979). Le Nobel jr. ontwierp zelf nauwelijks, hij had daarvoor mensen als Frans Balendong in dienst.

## Afbeeldingen

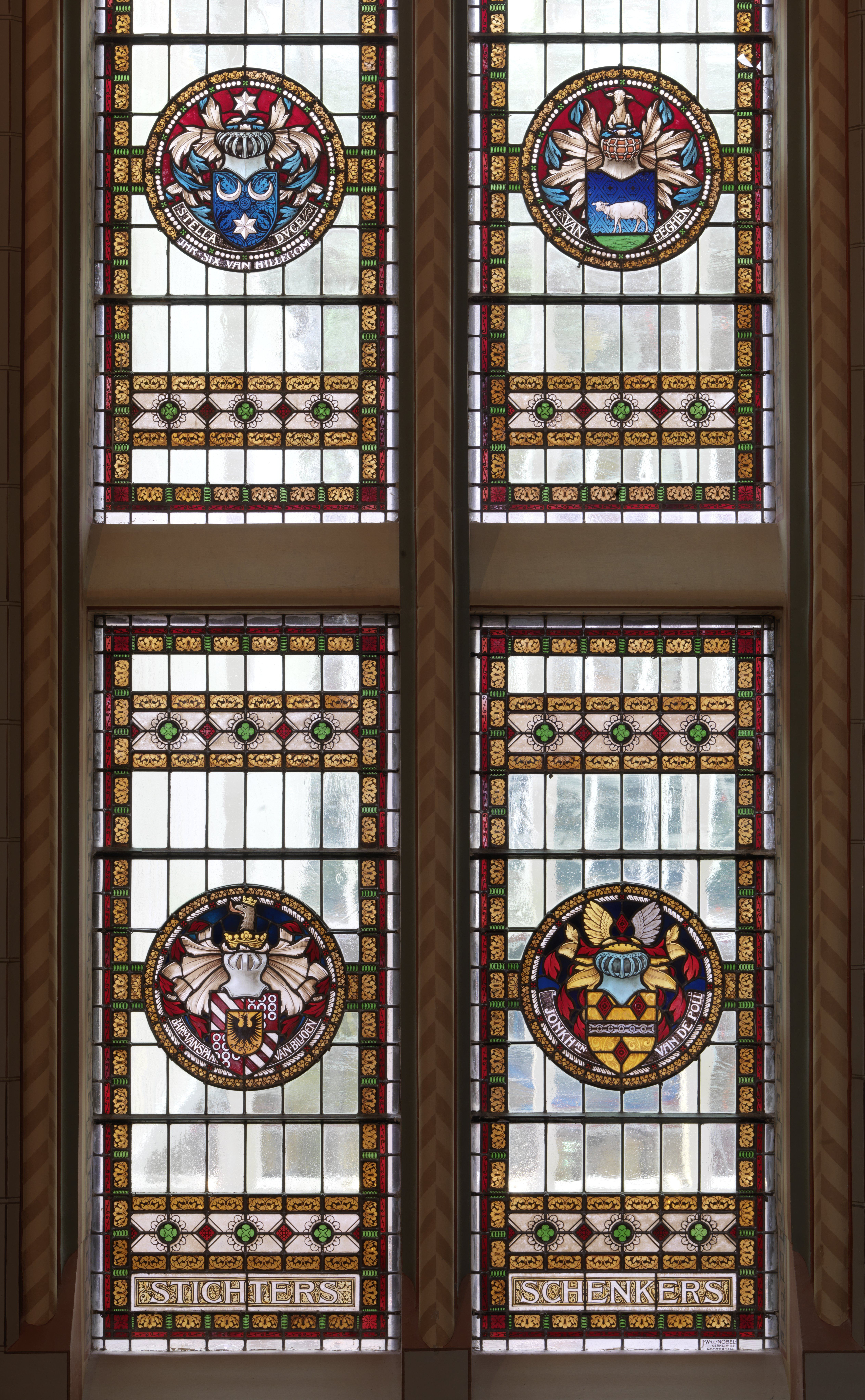
Ramen van stichters en schenkers in het Rijksmuseum
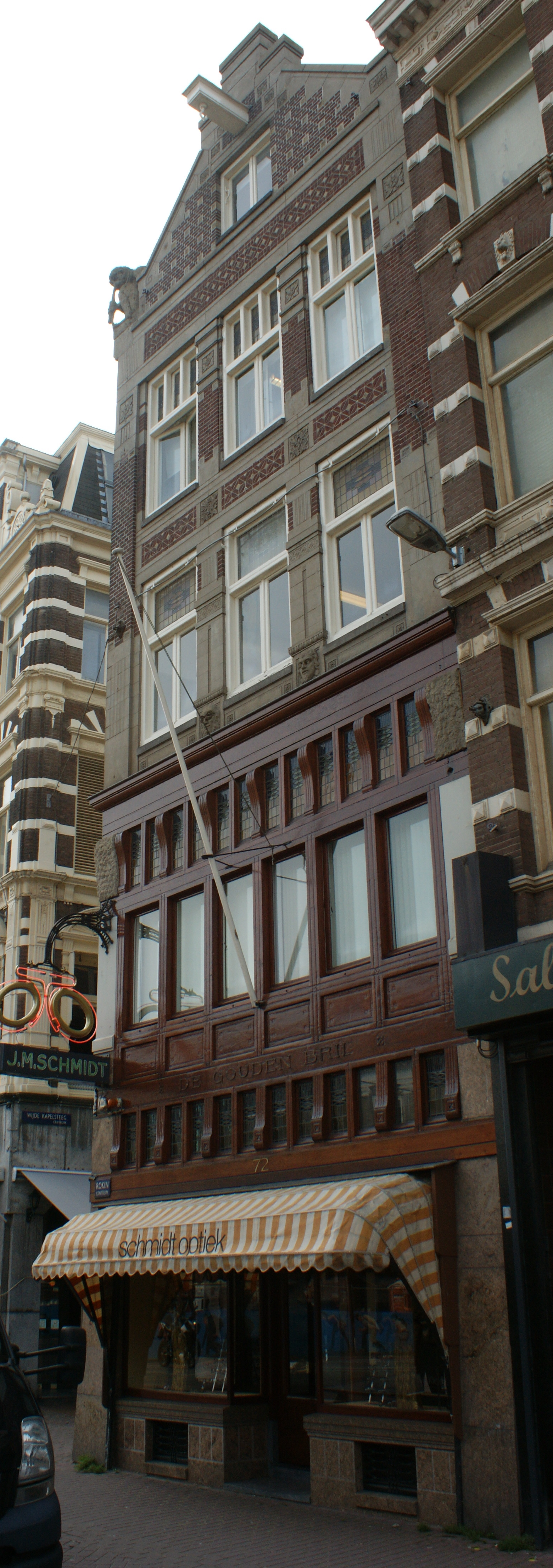
Rokin 72 Amsterdam, met glas in lood van Le Nobel